# ミメル
ミメル(M'e-mail)とは、玩具メーカートミー（現・タカラトミー）から発売されている携帯電話型の電子ゲーム機、およびそのシリーズである。

## 概要
携帯電話型の本体に電子手帳や占い、キャラクター育成などの機能がついた電子ゲーム機。ICカードを使用し電子メールの交換ができる。本体には互換性があり、古い機種のICカードを使うことで新しい機種とも電子メールの交換ができる。別売のICカードには、電子メールや着信メロディを保存するメモリーカードや、キャラクターの育成や占いが行えるカードがある。
マイメールポケットミメルは2003年11月13日の時点で累計120万個を販売している。

## シリーズ
ミメルシリーズ
- マイメールポケットミメル - 1998年12月発売[2]。PHSを模したデザインとなっている。
- スーパーミメル - 2000年3月23日発売。着信メロディ、作曲機能を搭載した。
- スタイリッシュミメル - 2001年11月22日発売。キャラクター育成機能を搭載した。また、デザインがストレート式から折りたたみ式になった。
  - スタイリッシュミメル ノートスタイル - 2002年3月7日発売。ノートパソコン型。
  - スタイリッシュミメル シスター - 2002年発売。キャラクター育成機能には非対応。ストレート式のデザイン。
- ミメルコレクション - 2003年2月20日発売。本体のパネルを交換できる。
- ミメルショット - 2003年11月19日発売。CMOSイメージセンサ10万画素カメラ機能を搭載した[1]。
  - ミメルショットムービー - 2004年9月6日発売。9コマの映像が撮影できる機能を搭載した。

その他
- スーパーミメルGB ミメルベアのハッピーメールタウン - 2000年12月1日発売。ゲームボーイカラー専用のゲームソフト。
- M'e-mail ミメルプリンター - 2002年7月発売。ミメルシリーズでICカードに保存した電子メールを、専用のロール紙に印刷できる。
- Lis'mepod(リスミーポッド) - 2006年10月11日発売。音声を録音し、ICカードに保存できる。